# 格子光シート顕微鏡
格子光シート顕微鏡（こうしひかりシートけんびきょう、Lattice Light Sheet Microscopy）は、光シート顕微鏡法を改良した技術であり、画像取得速度を向上させるとともに、光毒性による細胞へのダメージを軽減することができる。
これは、構造化されたライトシートを使用して試料の蛍光を励起し、ダイナミックな生物学的プロセスを観察するための3次元画像の時系列データを得ることで実現される。
この技術は2010年代初頭にEric Betzig率いるチームによって開発された。ワシントン・ポストのインタビューによると、Betzigは、この技術が2014年に彼が「超解像蛍光顕微鏡の開発」によりノーベル化学賞を受賞した際の研究成果よりも大きな影響を与えるだろうと述べた。

## 格子光シート顕微鏡のセットアップ

格子ライトシート顕微鏡の光学経路（部分）：(a)レーザーラインとAOTF (b) x軸シリンドリカルレンズ (c) z軸シリンドリカルレンズ (d) 空間光変調器（SLM）(e) アニュラスマスク (f) z軸およびx軸ガルバノメーター (g) 励起用対物レンズ (h) 観察用対物レンズ (i) EMCCDカメラ. 補足：対物レンズ部分の拡大図

## 理論

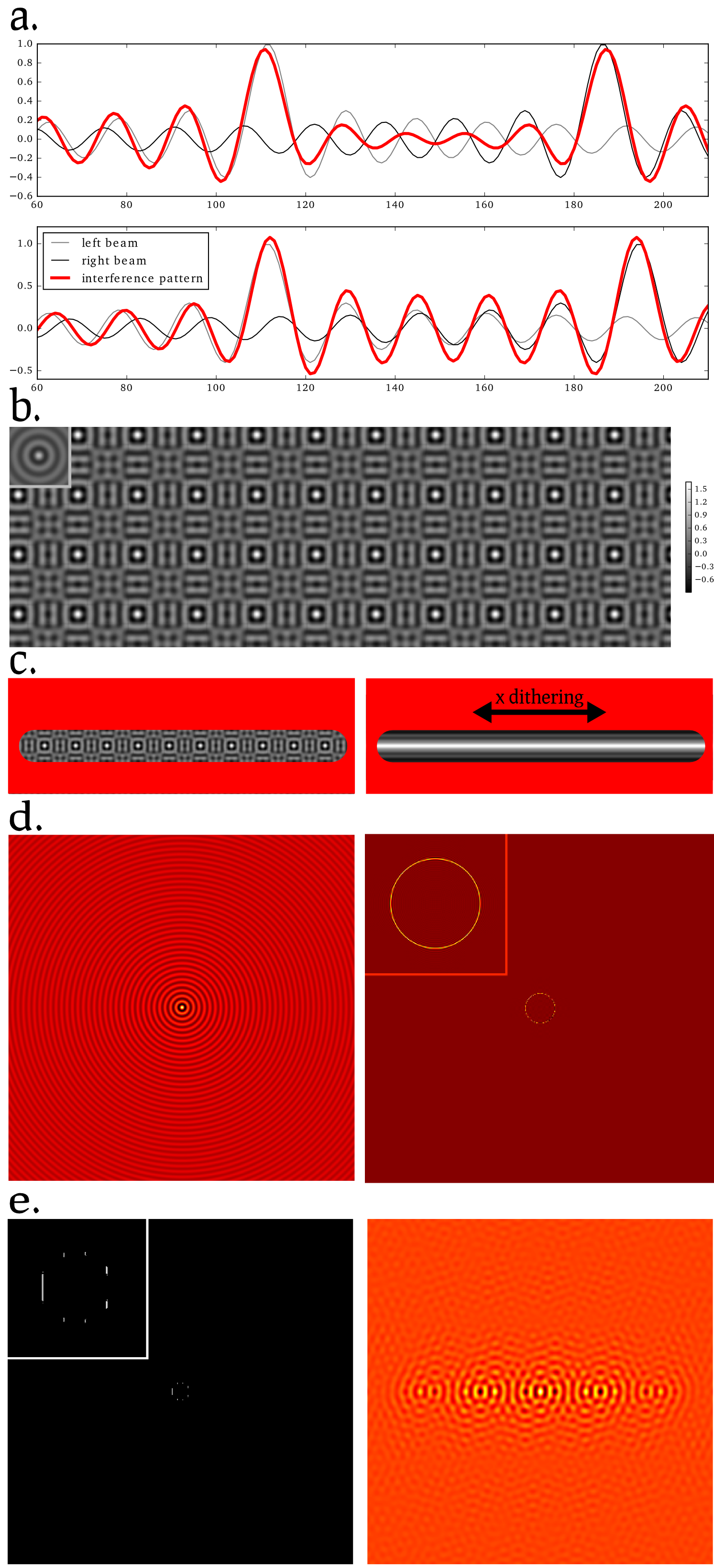
相殺的干渉をするベッセルビーム格子
(a) 相殺的（上部）および建設的（下部）干渉パターンの模式図：2つのベッセルビーム間の干渉により、中心間のリング構造が減衰/増幅される。
(b) ベッセルビーム干渉で形成された2次元光学格子の干渉パターン. （インセット図）干渉前の単一ベッセル関数。
(c)
左：SLMを介して選択された格子のサブパターン（赤：SLMピクセルオフ領域）
右：X方向にビームをディザリングした後の試料面でのビーム形状
(d) ベッセル関数（左）とフーリエ領域での強度分布（右）：
補足：アニュラス構造の拡大図（インセット）
(e)
左：ベッセルビームアレイのフーリエ面強度分布
右：物体面での強度分布

## 限界
現時点において、格子ライトシート顕微鏡は良質な画像を得るためには透明で薄い試料に制限される。また、サンプルに起因する収差が原因となり、取得した画像の品質はイメージング深度とともに低下する。20～100μmを超える深度での画像取得には、補償光学技術の導入が必要となる。